# Aleksandăr Lûdskanov
Aleksandăr Konstantinov Lûdskanov (Sofia, 21 aprile 1926 – Sofia, 30 novembre 1975) è stato un traduttore bulgaro, insegnante di russo e semiotica.
Ha lavorato a stretto contatto con numerosi matematici e alcuni linguisti. Ha sviluppato la ricerca sulla "traduzione meccanica".

## Biografia
Aleksandăr Konstantinov Lûdskanov nacque nel 1926 a Sofia, in Bulgaria, il 21 aprile. Suo padre era un diplomatico bulgaro mentre la madre apparteneva alla nobile famiglia russa Ermolov. Conosceva il bulgaro, il francese e il russo. A causa di un'epurazione nel 1944, venne espulso dalla facoltà di giurisprudenza presso l'Università di Sofia insieme al professor Torbov di cui è assistente.
Inizialmente lavorò come elettricista, poi come traduttore dal russo per la rivista Sovetsko-bulgarskaâ družba ("Amicizia bulgaro-sovietica") e infine diventò docente di russo presso la facoltà di lettere. La sua esperienza e il suo lavoro suscitarono in lui un profondo interesse per la scienza della traduzione.
Considerando la traduzione principalmente da un punto di vista linguistico, Lûdskanov sviluppò nuove idee per rappresentare il meccanismo del processo traduttivo e per dargli forma. Nella sua tesi di dottorato dal titolo Sul tema, il ruolo e il metodo di una teoria generale della traduzione Lûdskanov propose un modello unico per il processo traduttivo adatto a tutti i tipi di traduzione: narrativa, saggistica e settoriale, umana e meccanica, affiancandoli così sul piano teorico. Il modello non suscitò la simpatia di vari circoli accademici, in quanto la componente creativa del processo traduttivo veniva considerata incompatibile con qualsiasi trattazione di tipo “tecnico”. Lûdskanov fu il primo a cercare di far accettare la traduzione meccanica anche all'interno dei circoli. Nonostante riuscì nel suo intento, lo stress che ne conseguì lo porterà ad ammalarsi.
Nel giugno 1963 partecipò al quinto Congresso internazionale di slavistica tenutosi a Sofia. Presentò uno studio dei problemi relativi all'analisi grammaticale nella traduzione meccanica e uno sulla specificità della traduzione meccanica di lingue appartenenti alla stessa famiglia. Poiché a quei tempi i convegni internazionali non erano specialistici, bensì dei luoghi in cui poter confrontare diversi punti di vista riguardanti  il linguaggio, al convegno furono presenti anche diversi matematici che presentano documenti legati all'entropia della lingua bulgara. Grazie a quest'incontro tra matematici e linguisti nel 1964 venne allestito un laboratorio di traduzione meccanica. Lûdskanov ne fu a capo per il resto della sua vita. Nel 1975 organizzò a Varna una conferenza internazionale: Applicazione di modelli matematici e computer in linguistica. Morì il 30 novembre 1975.

## La traduzione automatica
Per circa dodici anni Lûdskanov lavorò con un gruppo di matematici. Nell'arco di questo tempo il gruppo, il cui lavoro era inizialmente volto a ricercare i metodi basilari della traduzione automatica, si occupò di un campo molto più ampio, quello della modellizzazione delle relazioni che intercorrono tra linguaggio e computer. Il libro da lui pubblicato in bulgaro nel 1967 con il titolo Preveždat ĉovekăt i mašinata [Traduzione umana e automatica] venne scritto con l'intento di fornire ai programmatori sufficiente materiale per realizzare la “macchina che traduce”.
Con l'avvento della sua morte, il libro finì nel dimenticatoio. Venne ripubblicato solo in Bulgaria, dove la memoria dell'autore fu tenuta in vita dai suoi studenti e dall'assistente Elena Paskaleva, e a Lipsia dove il suo libro divenne materia di studio. Vi sono varie ragioni per cui il libro ebbe questa sorte. Nel 1969 uscì una versione francese a cura del Centre Linguistique quantitative de la Faculté des sciences de l'Université de Paris scritta dallo stesso Lûdskanov dal titolo Traduction humaine et traduction mécanique, la cui tiratura però era limitatissima. Nel 1972 invece uscì a cura di Jäger von Gert e Walter Hilmar la traduzione tedesca Mensch und Maschine als Übersetzer. Il libro venne pubblicato nella Germania Est, quando l'Europa era ancora divisa e non ne esiste una traduzione inglese, se non per un'elaborazione di un discorso tenuto da Lûdskanov in francese, trascritta in inglese da Brian Harris e uscita su Language Sciences nel 1975 con il titolo A semiotic  approach to the theory of translation.  La mancanza di una traduzione inglese fa sì che le teorie di  Lûdskanov siano accessibili solo a una limitata cerchia di persone.
Per quanto riguarda la situazione contemporanea, bisogna far notare che rispetto al tempo della stesura del testo, la tecnologia è avanzata moltissimo e quindi molte delle teorie sviluppate nel libro sono diventate obsolete.
Nel 2008 a cura di Bruno Osimo è uscita una versione italiana del testo di Lûdskanov dal titolo Un approccio semiotico alla traduzione, edita da Hoepli di Milano, tradotta da un gruppo di studenti della Civica Scuola Interpreti e Traduttori "Altiero Spinelli". La versione italiana non è una traduzione integrale del lavoro di Lûdskanov del 1967. Le parti strettamente legate alla cibernetica e alle trattazioni tecniche sono state rimosse, come anche due capitoli sulla traduzione automatica in quanto le tecnologie di oggi sono nettamente avanzate rispetto a quelle di riferimento usate da Lûdskanov. Il libro presentato al pubblico italiano è quindi ridotto di circa due quinti rispetto all'originale.